# Клён итальянский
Клён итальянский, или клён калинолистный (лат. Acer opalus) — вид деревьев рода Клён.

## Ареал и среда произрастания
Клён итальянский распространён в горах западного Средиземноморья, встречается там в горных лесах, часто используется также для парковых насаждений. Распространён также в Северной Африке. В Центральной Европе в диком виде растёт исключительно в местах с самым тёплым климатом, севернее Альп только в долинах Швейцарской Юры и вблизи Гренцах-Вилен. В Германии его изредка используют в качестве декоративного дерева. Это дерево относится к деревьям подлеска, в котором обычно и растёт, изредка заходя выше в горы. 
Этому дереву нужно солнечное место на почвенном горизонте средней мощности умеренно свежей, богатой, содержащей кальций глинистой почвы. Оно особенно часто встречается в буковых и дубовых лесах, часто на склонах. Также его регулярно можно обнаружить в липово-кленовых и грабовых лесах.

## Описание
Листопадное дерево до 20 м высотой или крупный кустарник. Имеет открытую широкую крону круглой или куполообразной формы на приземистом коротком стволе. Кора вначале красновато-серая. У более старых деревьев кора отслаивается грубыми загнутыми на краях чешуями, оставляя оранжево-коричневые пятна. Молодые побеги не опушены. Их оливково-коричневая, покрытая продольными трещинами кора испещрена многочисленными продольно-овальными чечевичками.
Поочерёдно противостоящие узкие боковые почки этого клёна длиной около 8 мм имеют заострённую яйцеобразную форму. Они несколько отстоят от ветки. Светло-коричневые чешуи почек покрыты бело-серым пухом и заострены к концу. Их тёмно-коричневые края покрыты беловатыми ресничками. Несколько большие, до 12 мм длиной, концевые почки схожи с боковыми.
Листья имеют от 12 до 14 см в ширину, сверху тёмно-зелёные, снизу голубовато-серо-зелёные, по крайней мере вдоль центральной жилки покрыты мягким пухом, противостоящие. Осенью приобретают окраску от оранжевой до жёлтой. Черешки листьев от 10 до 15 см длиной, сверху красноватые. Выделяемый ими сок не млечный. Форма листа выраженно 5-лопастная, причём передние три лопасти особенно широкие, грубо и нерегулярно зазубрены.
Клен итальянский примечателен своим цветением. Цветы, появляющиеся одновременно или чуть раньше листьев, светло-жёлтые, на длинных цветоножках и собраны в висячие кисти. Дерево цветёт в конце апреля-начале мая прямо перед появлением листвы короткими свисающими жёлтыми зонтиками в пучках.
Плоды представляют собой парные зеленовато-розовые или красно-коричневые крылатки, соединённые между собой примерно под прямым углом и имеющие крылышки от 1,5 до 2,5 см. Орешки около 1 см в диаметре.

## Размножение
Итальянский клён опыляется насекомыми. Цветы, часть которых обоеполая, а часть раздельнополая, богаты сладким нектаром и, несмотря на непримечательный цвет, охотно посещаются пчёлами.

## В культуре
Выращивается в ботанических садах. В Санкт-Петербурге, в парке Ботанического сада Петра Великого БИН РАН иногда плодоносит.

## Классификация

### Таксономия
Вид Клён итальянский входит в род Клён (Acer) семейства Сапиндовые (Sapindaceae).
|  |                                      |  |                                                       |                                                       |                      |  | ещё 8 семейств (согласно Системе APG II) | ещё 8 семейств (согласно Системе APG II) |                      |  |  |  | ещё более 100 видов |
|  |                                      |  |                                                       |                                                       |                      |  | ещё 8 семейств (согласно Системе APG II) | ещё 8 семейств (согласно Системе APG II) |                      |  |  |  | ещё более 100 видов |
|  |                                      |  |                                                       | порядок Сапиндоцветные                                |                      |  |                                          |                                          | род Клён             |  |  |  |                     |
|  |                                      |  |                                                       | порядок Сапиндоцветные                                |                      |  |                                          |                                          | род Клён             |  |  |  |                     |
|  | отдел Цветковые, или Покрытосеменные |  |                                                       |                                                       | семейство Сапиндовые |  |                                          |                                          | вид Клён итальянский |  |  |  |                     |
|  | отдел Цветковые, или Покрытосеменные |  |                                                       |                                                       | семейство Сапиндовые |  |                                          |                                          |                      |  |  |  |                     |
|  |                                      |  | ещё 44 порядка цветковых растений (по Системе APG II) | ещё 44 порядка цветковых растений (по Системе APG II) |                      |  |                                          | ещё 140—150 родов                        | ещё 140—150 родов    |  |  |  |                     |
|  |                                      |  |                                                       | ещё 44 порядка цветковых растений (по Системе APG II) |                      |  |                                          |                                          | ещё 140—150 родов    |  |  |  |                     |